# Quercus turbinella
Quercus turbinella és una espècie de roure que pertany a la família de les fagàcies i està dins de la secció dels roures blancs.

## Descripció

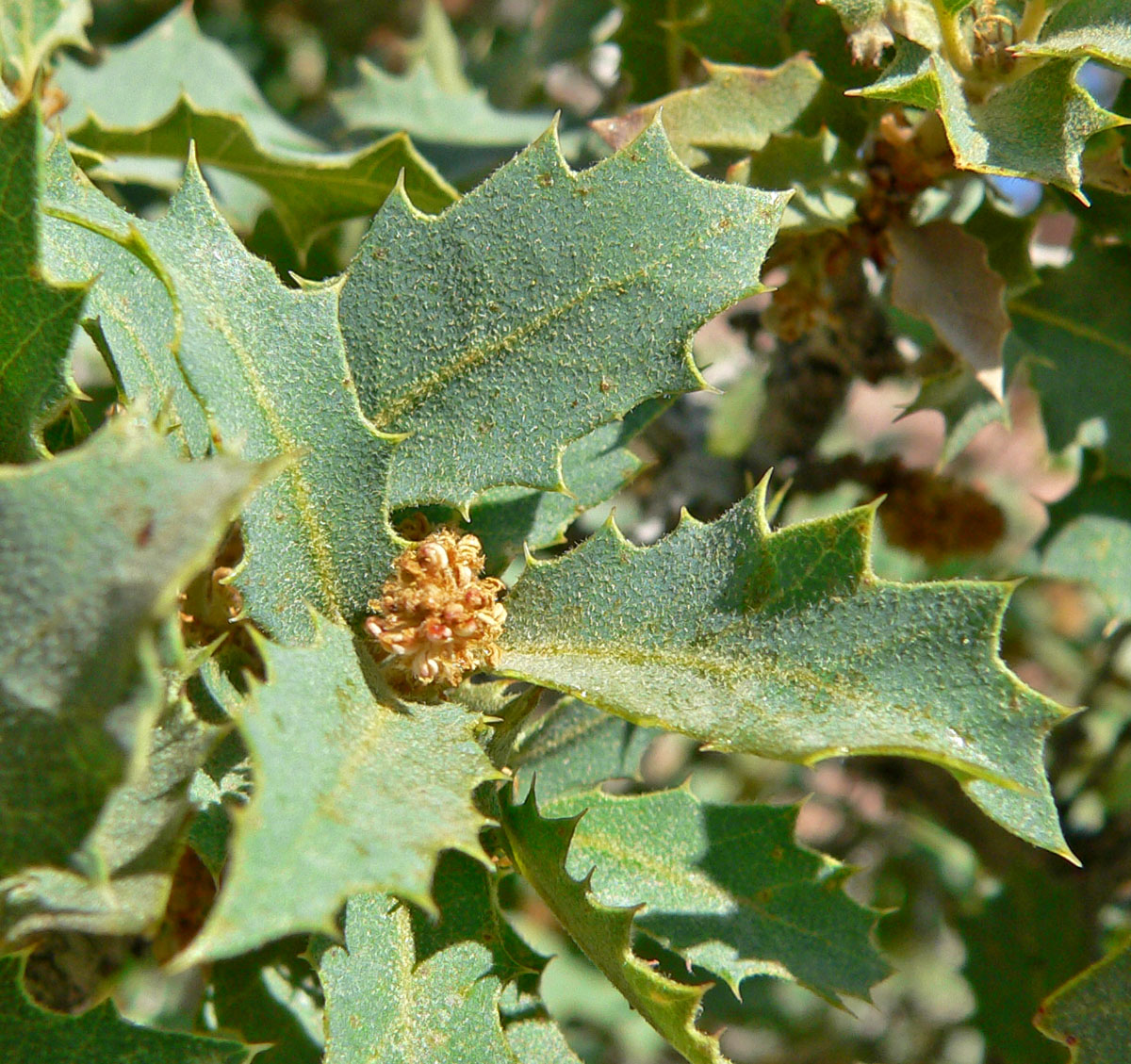
Quercus turbinella

El Quercus Turbinella és un arbust que creix entre 2 a 5 metres d'altura, però de vegades es transforma en arbre i pot arribar més de 6 metres. Les branques són grises o marrons, sovint cobertes de les fibres curtes de llana quan són joves i formant escates amb l'edat. Les fulles gruixudes, coriàcies de fulla perenne de fins a 3 centímetres de llarg per 2 d'ample i estan vorejades de grans, la columna vertebral amb punta de les dents. Són de color gris-verdós a groguenc, color i textura cerosa a la part superior, i de color groguenc i pelut o llanut i glandulars en les parts inferiors. Els amants mascles són de color verd groguenc i les flors femenines es troben en punts curts a l'axil·la de les fulles, que apareixen en el mateix temps que el nou creixement de les fulles. El fruit és marró groguenc gla fins a 2 centímetres de llarg amb una tassa de berrugues superficials al voltant d'1 centímetre d'ample. Aquest roure es reprodueix sexualment a través dels seus glans, si hi ha prou humitat present, però més sovint es reprodueix per esqueix brotant des del seu rizoma i la corona d'arrel.
Aquest roure fàcilment s'hibrida amb altres espècies de roure, entre ells el Quercus gambelii i el P. grisea. Moltes espècies d'animals l'utilitzen per a l'alimentació, tant salvatges com domèstics ungulats navegant pel fullatge i moltes aus i mamífers que s'alimenten de les glans. Els animals també utilitzen l'arbust com a cobertura, i el puma amaga les seves preses en l'espessor

## Distribució i hàbitat
Quercus turbinella és natiu al nord-oest de Mèxic i al sud-oest dels Estats Units a partir de l'extrem orient de Califòrnia fins al sud-oest de Colorado, Río Grande de Nou Mèxic, a l'oest de Texas.
Quercus turbinella creix en els boscos, chaparral, boscos i altres hàbitats. És més comú en l'hàbitat de chaparral al centre d'Arizona, a través de la zona de transició de les Marge Mogollón-White Mountains, però també el sud-est d'Arizona a les serralades de l'Arxipèlag Madrense.

## Taxonomia
Quercus turbinella va ser descrita per Edward Lee Greene i publicat a Illustrations of West American Oaks 1: 37, pl. 27. 1889.
Etimologia
Quercus: nom genèric del llatí que designava igualment al roure i a l'alzina.
turbinella: epítet llatí que significa "en forma de con petit"
Sinonímia
- Quercus dumosa subsp. turbinella (Greene) A.E.Murray
- Quercus dumosa var. turbinella (Greene) Jeps.
- Quercus subturbinella Trel.[7][8]